# Eng-havre
Enghavre (Helictotrichon pratense), også skrevet Eng-Havre, er et 30-60 cm højt græs, der vokser på bakker, skrænter og overdrev.

## Beskrivelse
Enghavre er flerårig og vokser i tætte tuer, hvor stråene kan blive op til en meter høje, men oftest 30-60 cm. Bladene er blågrønne og har på oversiden en fure på side af midterribben.
Blomsterstanden består af oprette eller udstående småaks, der er samlet i en top. Småaksene er 10-30 mm lange med en udragende stak, der ved modenhed er knæbøjet. Blade og bladskeder er glatte, mens småaksets akse har 1-2 mm lange hår.
Enghavre blomstrer i maj-juli.

## Voksested
I Danmark findes den især på bakker, skrænter og overdrev, især med kalkunderlag. Den findes hyppigst på Øerne og i Nordjylland.
| Portal | Portal:Botanik |